# Europese kampioenschappen veldlopen 2013
De 20e editie van de Europese kampioenschappen veldlopen vond op 8 december 2013 plaats in de Servische hoofdstad Belgrado.

## Uitslagen

### Mannen Senioren
| Plaats | Atleet                    | Land                | Tijd (min.s) |
| ------ | ------------------------- | ------------------- | ------------ |
|        | Alemayehu Bezabeh         | Spanje              | 29.11        |
|        | Polat Kemboi Arıkan       | Turkije             | 29.32        |
|        | Andy Vernon               | Verenigd Koninkrijk | 29.35        |
| 4      | Jeroen D'Hoedt            | België              | 29.35        |
| 5      | Hassan Chahdi             | Frankrijk           | 29.40        |
| 6      | Mohamed Marhum            | Spanje              | 29.46        |
| 7      | Richard Ringer            | Duitsland           | 29.49        |
| 8      | Bashir Abdi               | België              | 29.53        |
| 9      | Koen Naert                | België              | 29.54        |
| 10     | El Hassane Ben Lkhainouch | Frankrijk           | 29.56        |
| 11     | Iván Fernández            | Spanje              | 29.58        |
| 12     | Tom Farrell               | Verenigd Koninkrijk | 29.59        |

| Plaats | Land | Punten |
| ------ | --- | ------ |
|        | Spanje Alemayehu Bezabeh Mohamed Marhum Iván Fernández Antonio Dávid Jímenez Antonio Abadía Javier Guerra | 31     |
|        | België Jeroen D'Hoedt Bashir Abdi Koen Naert Soufiane Bouchikhi Lander Tijtgat Abdelhadi El Hachimi       | 49     |
|        | Verenigd Koninkrijk Andy Vernon Tom Farrell Keith Gerrard Adam Hickey Charlie Hulson Frank Tickner        | 60     |

### Vrouwen Senioren
| Plaats | Atleet                    | Land                | Tijd (min.s) |
| ------ | ------------------------- | ------------------- | ------------ |
|        | Sophie Duarte             | Frankrijk           | 26.34        |
|        | Gemma Steel               | Verenigd Koninkrijk | 26.39        |
|        | Dulce Félix               | Portugal            | 26.41        |
| 4      | Fionnuala Britton         | Ierland             | 26.45        |
| 5      | Karoline Bjerkeli Grøvdal | Noorwegen           | 26.52        |
| 6      | Almensh Belete            | België              | 27.00        |
| 7      | Julia Bleasdale           | Verenigd Koninkrijk | 27.02        |
| 8      | Veronica Inglese          | Italië              | 27.12        |
| 9      | Carla Salomé Rocha        | Portugal            | 27.13        |
| 10     | Iris Maria Fuentes-Pila   | Spanje              | 27.17        |
| 11     | Lauren Howarth            | Verenigd Koninkrijk | 27.18        |
| 12     | Clémence Calvin           | Frankrijk           | 27.25        |

| Plaats | Land                                                                                                   | Punten |
| ------ | --- | ------ |
|        | Verenigd Koninkrijk Gemma Steel Julia Bleasdale Lauren Howarth Steph Twell Katie Brough Lauren Deadman | 35     |
|        | Frankrijk Sophie Duarte Clémence Calvin Christine Bardelle Laila Traby Laurane Picoche Claire Perraux  | 54     |
|        | Spanje Iris Maria Fuentes-Pila Diana Martín Lidia Rodríguez Marta Silvestre Teresa Urbina Alba García  | 61     |

### Mannen onder 23
| Plaats | Atleet              | Land                | Tijd (min.s) |
| ------ | ------------------- | ------------------- | ------------ |
|        | Pieter-Jan Hannes   | België              | 24.02        |
|        | Mitko Tsenov        | Bulgarije           | 24.07        |
|        | Nemanja Cerovac     | Servië              | 24.08        |
| 4      | Ivan Strebkov       | Oekraïne            | 24.10        |
| 5      | Luke Caldwell       | Verenigd Koninkrijk | 24.13        |
| 6      | Ørjan Grønnevig     | Noorwegen           | 24.15        |
| 7      | Callum Hawkins      | Verenigd Koninkrijk | 24.18        |
| 8      | Michele Fontana     | Italië              | 24.19        |
| 9      | Paul Robinson       | Ierland             | 24.22        |
| 10     | Henrik Ingebrigtsen | Noorwegen           | 24.23        |
| 11     | Dmytro Siruk        | Oekraïne            | 24.23        |
| 12     | Jonathan Hay        | Verenigd Koninkrijk | 24.24        |

| Plaats | Land | Punten |
| ------ | --- | ------ |
|        | Verenigd Koninkrijk Luke Caldwell Callum Hawkins Jonathan Hay Dewi Griffiths Richard Goodman Jack Goodwin          | 40     |
|        | Oekraïne Ivan Strebkov Dmytro Siruk Oleksandr Kuzmichov Igor Porozov                                               | 72     |
|        | Frankrijk Romain Collenot-Spriet Francois Barrer Djilali Bedrani Youssef Mekdafou Michael Gras Sofiane Boulekouane | 78     |

### Vrouwen onder 23
| Plaats | Atleet               | Land                | Tijd (min.s) |
| ------ | -------------------- | ------------------- | ------------ |
|        | Sifan Hassan         | Nederland           | 19.40        |
|        | Amela Terzić         | Servië              | 19.46        |
|        | Charlotte Purdue     | Verenigd Koninkrijk | 19.49        |
| 4      | Kate Avery           | Verenigd Koninkrijk | 19.56        |
| 5      | Lily Partridge       | Verenigd Koninkrijk | 20.10        |
| 6      | Liv Westphal         | Frankrijk           | 20.21        |
| 7      | Rhona Auckland       | Verenigd Koninkrijk | 20.25        |
| 8      | Laura Weightman      | Verenigd Koninkrijk | 20.28        |
| 9      | Corinna Harrer       | Duitsland           | 20.32        |
| 10     | Gulshat Fazlitdinova | Rusland             | 20.37        |
| 11     | Ekaterina Sokolenko  | Rusland             | 20.45        |
| 12     | Svetlana Riazantceva | Rusland             | 20.47        |

| Plaats | Land | Punten |
| ------ | --- | ------ |
|        | Verenigd Koninkrijk Charlotte Purdue Kate Avery Lily Partridge Rhona Auckland Laura Weightman Jessica Andrews | 19     |
|        | Rusland Gulshat Fazlitdinova Ekaterina Sokolenko Svetlana Riazantceva Luiza Litvinova Anna Fedorova           | 54     |
|        | Nederland Sifan Hassan Maureen Koster Irene van Lieshout Marlin van Hal                                       | 70     |

### Mannen Junioren
| Plaats | Atleet              | Land                | Tijd (min.s) |
| ------ | ------------------- | ------------------- | ------------ |
|        | Ali Kaya            | Turkije             | 17.49        |
|        | Isaac Kimeli        | België              | 17.51        |
|        | Mikhail Strelkov    | Rusland             | 18.05        |
| 4      | Jonathan Davies     | Verenigd Koninkrijk | 18.06        |
| 5      | Lorenzo Dini        | Italië              | 18.06        |
| 6      | Alexandre Saddedine | Frankrijk           | 18.12        |
| 7      | Yemaneberhan Crippa | Italië              | 18.14        |
| 8      | Steven Casteele     | België              | 18.16        |
| 9      | Seán Tobin          | Ierland             | 18.18        |
| 10     | Viktor Bakharev     | Rusland             | 18.20        |
| 11     | Aleksandr Novikov   | Rusland             | 18.22        |
| 12     | Medhi Belhadj       | Frankrijk           | 18.22        |

| Plaats | Land | Punten |
| ------ | --- | ------ |
|        | Frankrijk Alexandre Saddedine Medhi Belhadj Alexis Miellet Maxime Hueber Moosbrugger Theodore Klein Hamza Habjaoui | 48     |
|        | Rusland Mikhail Strelkov Viktor Bakharev Aleksandr Novikov Vildan Gadelshin Alexey Vikulov                         | 51     |
|        | Italië Lorenzo Dini Yemaneberhan Crippa Samuele Dini Nekagenet Crippa Osama Zoghlami Italo Quazzola                | 55     |

### Vrouwen Junioren
| Plaats | Atleet               | Land                | Tijd (min.s) |
| ------ | -------------------- | ------------------- | ------------ |
|        | Emelia Gorecka       | Verenigd Koninkrijk | 13.06        |
|        | Sofia Ennaoui        | Polen               | 13.16        |
|        | Marusa Mismas        | Slovenië            | 13.27        |
| 4      | Georgia Taylor-Brown | Verenigd Koninkrijk | 13.31        |
| 5      | Alina Reh            | Duitsland           | 13.34        |
| 6      | Aleksandra Guliaeva  | Rusland             | 13.38        |
| 7      | Maria Larsson        | Zweden              | 13.39        |
| 8      | Bobby Clay           | Verenigd Koninkrijk | 13.40        |
| 9      | Emine Hatun Tuna     | Turkije             | 13.40        |
| 10     | Maya Rehberg         | Duitsland           | 13.41        |

| Plaats | Land | Punten |
| ------ | --- | ------ |
|        | Verenigd Koninkrijk Emelia Gorecka Georgia Taylor-Brown Bobby Clay Jessica Gibbon Lydia Turner Amy Griffiths | 24     |
|        | Zweden Maria Larsson Ebba Andersson Isabelle Brauer Tova Euren-Magnussen Agnes Sjostrom                      | 75     |
|        | Duitsland Alina Reh Maya Rehberg Caerina Granz Vera Coutellier Lea Meyer Tatjana Schulte                     | 95     |